# Белоуха коб антилопа
Kobus kob leucotis је подврста коб антилопе. 

## Угроженост
Ова подврста није угрожена, и наведена је као последња брига јер има широко распрострањење.

## Распрострањење
Ареал подврсте је ограничен на једну државу. 

## Станиште
Станишта врсте су екосистеми ниских трава и шумски екосистеми и слатководна подручја.